# フェデリコ・チュエカ
フェデリコ・チュエカ（・イ・ロブレス）（Federico Chueca y Robres, 1846年5月5日 マドリッド - 1908年7月20日）はスペインの作曲家。サルスエラが小型化した時代（ヘネロ・チーコ género chico の時代と言われる）の最も傑出した作曲家のひとりに数えられるが、ショパンやヨハン・シュトラウス2世の流れを汲む、瀟洒なダンス音楽も作曲している。

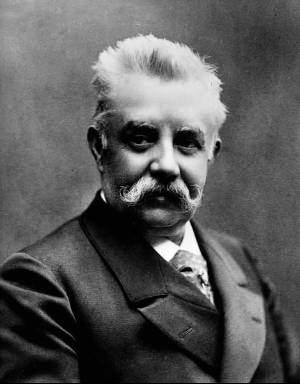
フェデリコ・チュエカ

わずか8歳で音楽院に入学するも、後に家族に強いられて音楽を棄て、医学の道に進む。1866年に、ナルバーエス首相の保守反動的な政治体制に反対する学生デモに参加し、逮捕される。マドリッドの聖フランシスコ拘置所に3日間を過ごすうちに、いくつかワルツを作曲し、そのうち一つに《囚人の嘆き Lamentos de un preso 》と名付けた。後にフランシスコ・アセンホ・バルビエリが作曲を輔佐し、作品を上演してくれるようになり、それらが成功を収めると、チュエカは医学をやめて、それまで以上に音楽に没頭するようになった。バリエダデス劇場にピアニストや指揮者として勤める。
チュエカは旋律やリズムの才に恵まれ、そのおかげで軽やかで楽しげな作品を生み出すことができた。学生時代は、音楽よりも科学の世界に長く身を置いたとはいえ、上記のバルビエリやトマス・ブレトン、とりわけホアキン・バルベルデのような協力者を常に得て、和声付けや管弦楽法を実施して貰うことができた。

## 作品
チュエカが作曲した多くのサルスエラのうちで特に有名なものとして、以下のものが挙げられる。
- ロラの唄 La canción de la Lola (1880年)
- 大通り La Gran Vía (1886年)
- カディス Cádiz (1886年)
- El año pasado por agua (1889年)
- 白い壺 El chaleco blanco (1890年)
- ずぶぬれの年  Agua, azucarillos y aguardiente (1899年)
- 果樹園の愉しみ La alegría de la huerta (1900年)
- El bateo (1901年)